# Rangaeris
Rangaeris é um género botânico pertencente à família das orquídeas (Orchidaceae).